# Paranura anops
Paranura anops är en urinsektsart som beskrevs av Christiansen och Bellinger 1980. Paranura anops ingår i släktet Paranura och familjen Neanuridae. Inga underarter finns listade i Catalogue of Life.